# 30e Primetime Emmy Awards
De 30e Primetime Emmy Awards, waarbij prijzen werden uitgereikt in verschillende categorieën voor de beste Amerikaanse televisieprogramma's die in primetime werden uitgezonden tijdens het televisieseizoen 1977-1978, vond plaats op 17 september 1978 in het Pasadena Civic Auditorium in Pasadena, Californië.

## Winnaars en nominaties - televisieprogramma's
(De winnaars staan bovenaan in vet lettertype.)

#### Dramaserie
(Outstanding Drama Series)
- The Rockford Files
  - Columbo
  - Family
  - Lou Grant
  - Quincy, M.E.

#### Komische serie
(Outstanding Comedy Series)
- All in the Family
  - Barney Miller
  - M*A*S*H
  - Soap
  - Three's Company

#### Miniserie
(Outstanding Limited Series)
- Holocaust
  - King
  - Washington: Behind Closed Doors
  - Anna Karenina
  - I, Claudius

#### Varieté-, Muziek- of komische show
(Outstanding Comedy, Variety or Music Series)
- The Muppet Show
  - America 2-Night
  - The Carol Burnett Show
  - Evening at Pops
  - Saturday Night Live

## Winnaars en nominaties - acteurs

### Hoofdrollen

#### Mannelijke hoofdrol in een dramaserie
(Outstanding Lead Actor in a Drama Series)
- Edward Asner als Lou Grant in Lou Grant
  - James Broderick als Doug Lawrence in Family
  - James Garner als Jim Rockford in The Rockford Files
  - Peter Falk als Columbo in Columbo
  - Jack Klugman als Dr. R. Quincy in Quincy, M.E.
  - Ralph Waite als John Walton, Sr in The Waltons

#### Mannelijke hoofdrol in een komische serie
(Outstanding Lead Actor in a Comedy Series)
- Carroll O'Connor als Archie Bunker in All in the Family
  - Alan Alda als Hawkeye Pierce in M*A*S*H
  - Hal Linden als Capt. Barney Miller in Barney Miller
  - John Ritter als Jack Tripper in Three's Company
  - Henry Winkler als Arthur 'Fonzie' Fonzarelli in Happy Days

#### Mannelijke hoofdrol in een miniserie
(Outstanding Lead Actor in a Limited Series or a Special)
- Michael Moriarty als Erik Dorf in Holocaust
  - Hal Holbrook als Portius Wheeler in The Awakening Land
  - Fritz Weaver als Dr. Josef Weiss in Holocaust
  - Paul Winfield als Martin Luther King Jr. in King
  - Jason Robards als President Richard Monckton in Washington: Behind Closed Doors

#### Vrouwelijke hoofdrol in een dramaserie
(Outstanding Lead Actress in a Drama Series)
- Sada Thompson als Kate Lawrence in Family
  - Melissa Sue Anderson als Mary Ingalls in Little House on the Prairie
  - Fionnula Flanagan als Molly Culhane in How the West Was Won
  - Kate Jackson als Sabrina Duncan in Charlie's Angels
  - Michael Learned als Olivia Walton in The Waltons
  - Susan Sullivan als Dr. Julie Farr in Having Babies

#### Vrouwelijke hoofdrol in een komische serie
(Outstanding Lead Actress in a Comedy Series)
- Jean Stapleton als Edith Bunker in All in the Family
  - Bea Arthur als Maude Findlay in Maude
  - Cathryn Damon als Mary Campbell in Soap
  - Valerie Harper als Rhoda Morgenstern in Rhoda
  - Katherine Helmond als Jessica Tate in Soap
  - Suzanne Pleshette als Emily Hartley in The Bob Newhart Show

#### Vrouwelijke hoofdrol in een miniserie
(Outstanding Lead Actress in a Limited Series or a Special)
- Meryl Streep als Inga Helms Weiss in Holocaust
  - Elizabeth Montgomery als Sayward Luckett Wheeler in The Awakening Land
  - Rosemary Harris als Berta Palitz Weiss in Holocaust
  - Cicely Tyson als Coretta Scott King in King
  - Lee Remick als Erica Trenton in Wheels

### Bijrollen

#### Mannelijke bijrol in een dramaserie
(Outstanding Supporting Actor in a Drama Series)
- Robert Vaughn als Willie Lawrence in Washington: Behind Closed Doors
  - Ossie Davis als Martin Luther King, Sr. in King
  - Will Geer als Grandfather in The Waltons
  - Sam Wanamaker als Moses Weiss in Holocaust
  - David Warner als Heydrich in Holocaust

#### Mannelijke bijrol in een komische serie
(Outstanding Supporting Actor in a Comedy Series)
- Rob Reiner als Michael Stivic in All in the Family
  - Tom Bosley als Howard Cunningham in Happy Days
  - Gary Burghoff als Radar O'Reilly in M*A*S*H
  - Harry Morgan als Sherman T. Potter in M*A*S*H
  - Vic Tayback als Mel Sharples in Alice

#### Vrouwelijke bijrol in een dramaserie
(Outstanding Supporting Actress in a Drama Series)
- Nancy Marchand als Margaret Pynchon in Lou Grant
  - Meredith Baxter als Nancy Lawrence Maitland in Family
  - Tovah Feldshuh als Helena Slomova in Holocaust
  - Linda Kelsey als Billie Newman in Lou Grant
  - Kristy McNichol als Letitia Lawrence in Family

#### Vrouwelijke bijrol in een komische serie
(Outstanding Supporting Actress in a Comedy Series)
- Julie Kavner als Brenda Morgenstern in Rhoda
  - Polly Holliday als Florence Jean Castleberry in Alice
  - Sally Struthers als Gloria Stivic in All in the Family
  - Loretta Swit als Margaret Houlihan in M*A*S*H
  - Nancy Walker als Ida Morgenstern in Rhoda